# Fraternität Jesus Caritas
Die Fraternität Jesus Caritas (FJC) ist ein Institut des geweihten Lebens. Nach dem Kirchenrecht ist es ein Säkularinstitut päpstlichen Rechts. Es wurde 1952 in Ars-sur-Formans von Marguerite Poncet und René Voillaume gegründet und 1996 vom Heiligen Stuhl anerkannt. Die Gemeinschaft ist der „Geistlichen Familie Charles de Foucauld“ angeschlossen.

## Geschichte

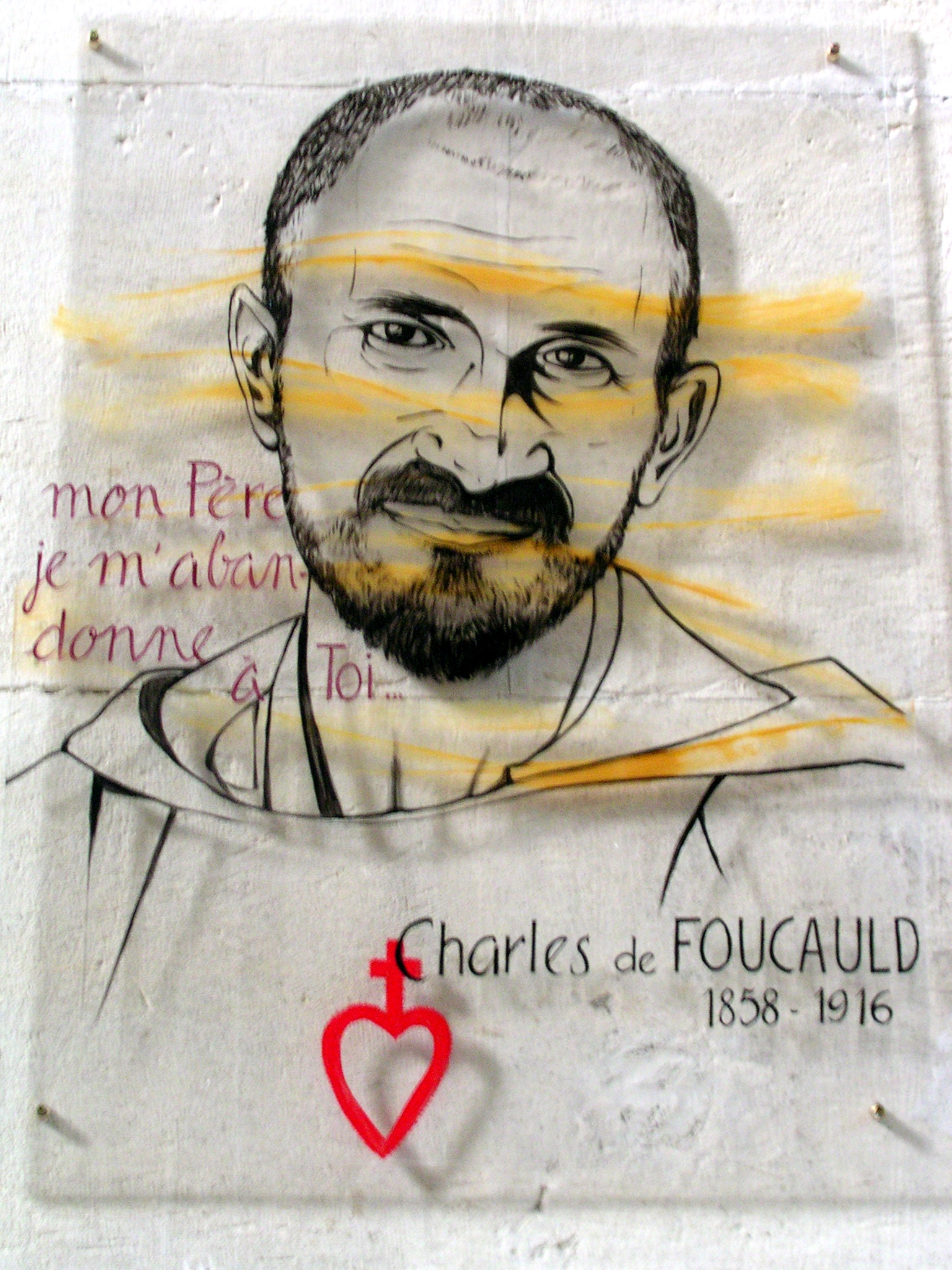
Charles de Foucauld mit dem Logo der Geistlichen Familie Charles de Foucauld

Anfang der 1950er Jahre suchten Marguerite Poncet und zwei weitere Frauen nach einem Lebensstil, der ihnen in ihrem normalen Lebensumfeld einen größtmöglichen spirituellen Raum beließe. In Ars traf sich 1952 die erste Zelle, hieraus entwickelten sich zwei Gruppierungen: die Frauengemeinschaft Charles de Foucaulds als eine Gemeinschaft von Gläubigen und die Fraternität Jesus Caritas, die 1998 den Status eines Säkularinstituts päpstlichen Rechts erhielt. Heute gehören zu dem Säkularinstitut über 200 Mitglieder, die weltweit in 26 Ländern tätig sind. In Deutschland haben sich sieben Frauen an die Gemeinschaft gebunden.

## Lebensform
Die Schwestern leben weiterhin in ihrem bisherigen Umfeld, sie leben eine kontemplative Berufung mitten in der Welt. Zum täglichen Leben gehören die eucharistische Anbetung, die Feier der Heiligen Messe und das Stundengebet. Monatlich trifft sich die Gruppe. Die Mitglieder versprechen ein Leben nach den evangelischen Räten (Armut, Ehelosigkeit und Gehorsam).

## Aufnahme
Interessentinnen nehmen für ein Jahr am Gemeinschaftsleben teil. Sie sollen eine abgeschlossene Berufsausbildung haben und nicht älter als 45 Jahre sein. Nach der Bewerbungszeit folgt eine zweijährige Vorbereitungszeit auf die ersten Versprechen, in der die Kandidatin von einem erfahrenen Mitglied der Gemeinschaft begleitet wird. Nach weiteren sechs Jahren kann das Mitglied  endgültige Versprechen ablegen.